# Grande moschea di Tangeri
La Grande Moschea di Tangeri è una moschea nel centro di Tangeri, Marocco. È stata costruita sul sito di un'ex cattedrale portoghese, che a sua volta si trovava sul sito di un ex tempio romano, dedicato ad Ercole. La fondazione della moschea risale a Mulay Isma'il ed è stata ampliata nel 1815 da Mulay Sulayman. Mohammed V ha visitato la moschea l'11 aprile 1947, facendo un importante discorso al Mendoubia Gardens. Di fronte alla moschea è presente una scuola primaria, fondata dai nazionalisti durante il protettorato francese.